# Melanotaenia praecox
Melanotaenia praecox är en fiskart som först beskrevs av Max Weber och Lieven Ferdinand de Beaufort 1922.  Melanotaenia praecox ingår i släktet Melanotaenia och familjen Melanotaeniidae. IUCN kategoriserar arten globalt som otillräckligt studerad. Inga underarter finns listade i Catalogue of Life.